# روي باومايستر
روي إف. باومايستر (بالإنجليزية: Roy Baumeister) (وُلد في 16 مايو من عام 1953)، هو عالم نفسي اجتماعي يُعرف بأعماله حول الذات، والرفض الاجتماعي، والانتماء، والاختلافات الجنسية والجنسوية، وضبط النفس، وتقدير الذات، وسلوكيات الهزيمة الذاتية، والدافع، والعدوانية، والوعي، وحرية الإرادة.

## مواضيع أبحاثه
أجرى باومايستر مجموعةً من الأبحاث المتعلقة بعلم النفس الاجتماعي على مدى أكثر من أربعة عقود، وتمكن من إثبات نفسه من خلال أبحاثه المختبرية. تركز أبحاثه على ستة مواضيع: ضبط النفس، وصنع القرار، والحاجة إلى الانتماء والرفض المجتمعي، والجنسوية البشرية، واللاعقلانية وسلوك تدمير الذات، وحرية الإرادة.

### الذات
أجرى باومايستر أبحاثًا عن الذات، وصب جل تركيزه على المفاهيم المختلفة المتعلقة بكيفية إدراك الناس لذواتهم وكيفية تصرفهم وآلية ارتباطهم بها. كتب باومايستر فصلًا تحت عنوان «الذات» في كتيب علم النفس الاجتماعي، وراجع بحثًا حول تقدير الذات قبل أن يستنتج أن الأهمية المتصورة لتقدير الذات مبالغ في تقديرها.

### اللاعقلانية وسلوك هزيمة الذات
استفسر باومايستر عن أسباب سلوك هزيمة الذات ضمن سلسلة من المقالات الصحافية والكتب. استنتج أنه ليس هناك حاث لهزيمة الذات (كما اعتقد البعض)، بل يُعَد سلوك هزيمة الذات إما ناتجًا عن المقايضات (الاستمتاع بالمخدرات في الوقت الحالي على حساب المستقبل) والاستراتيجيات التي تسفر عن ردود أفعال عكسية (تناول وجبة خفيفة للتخفيف من التوتر، ليجد الشخص نفسه يشعر بالمزيد من التوتر)، أو نتيجةً للاستراتيجية المتمثلة بالهروب من الذات التي تنطوي على مختلف استراتيجيات هزيمة الذات التي تستهدف التخفيف من عبء الفردية.

### الحاجة إلى الانتماء
كتب باومايستر ورقةً بحثيةً حول نظرية الحاجة إلى الانتماء بالتعاون مع مارك ليري في عام 1995. تسعى هذه النظرية إلى الكشف عن حاجة البشر الطبيعية للانتماء إلى الآخرين. يشير كل من باومايستر وليري إلى حقيقة أن البشر مندفعون لتكوين العلاقات. يساعد هذا الاندفاع على تمييز الحاجة (لا الرغبة). يمتلك الناس دافعًا للتعلق، لكنهم يكافحون أيضًا لتجنب تفكك هذه العلاقات. تنطوي النظرية أيضًا على الفكرة المتمثلة بأن لافتقار الانتماء تأثير سلبي طويل الأمد على المزاج والصحة، فقد يعاني أولئك الذين لا يلبون حاجاتهم من مشاكل سلوكية ونفسية. تكون نظرية الحاجة إلى الانتماء من جزأين أساسيين:
1. هناك علاقة مستمرة بين الأشخاص المنخرطين في التعلق، عادةً ما تكون خاليةً من النزاعات.
2. تُعتبر فكرة وجود علاقة مستمرة متواصلة بينهم أمرًا أساسيًا.

اعتُبر هذا العمل مبتكرًا لأنه ابتعد عن النظريات السابقة حول التعلق، كنظريات جون بولبي مثلًا. تشير نظرية بولبي إلى ضرورة ارتباط التعلق بقائد المجموعة أو صورة السلطة، بينما تفترض نظرية باومايستر وليري حول الحاجة إلى الانتماء إمكانية وجود مثل هذه العلاقة مع أي شخص. لا يقتصر التفاوت بين النظريتين على هذا فحسب، إذ افترض كل من باومايستر وليري أنه يمكن أن يحل محل الرابط في علاقة ما بعد حلها رابط مع شخص آخر.
نشر باومايستر لاحقًا بعض الأدلة التي من شأنها أن تثبت اختلاف الطريقة التي يبحث من خلالها الأشخاص عن الانتماء بين الرجال والنساء. تفضل النساء العلاقات الوثيقة والحميمة القليلة، بينما يفضل الرجال الروابط السطحية المتعددة. يحقق الرجال قدرًا كبيرًا من حاجتهم إلى الانتماء عبر علاقاتهم مع مجموعة من الأشخاص أو علاقاتهم بقضية ما، لا من خلال العلاقات الشخصية الوثيقة.